# Jon Fjeldså
Jon Knud Bøgh Fjeldså (nascut el 13 de desembre de 1942) és un ornitòleg i artista d'ocells danès nascut a Noruega. Va servir a l'exèrcit noruec com a agent d'intel·ligència a la dècada de 1960, aportant a Noruega informació sobre l'arma russa recentment llançada, el Kalashnikov (AK-47). Fjeldså va ser l'autor d'una guia per a les cries d'aus europees i va ser coautor d'un llibre sobre les aus dels Andes amb Niels Krabbe i ha publicat nombrosos articles de recerca, incloent-hi treballs sobre l'evolució dels passeriformes. És professor emèrit a la Universitat de Copenhaguen.
Fjeldså va néixer al nord de Noruega, a Hauge. Va créixer durant la guerra, ell i els seus companys de joc van jugar amb municions i armes trobades a la regió. Després de l'escola, va servir a l'exèrcit a la frontera russo-noruega a principis dels anys seixanta. El seu coneixement del rus i les seves excel·lents habilitats de dibuix van fer que fos escollit com a agent d'intel·ligència per anar a Rússia per documentar una nova arma que s'utilitzava (el Kalashnikov AK-47). Després de lliurar el document, va deixar el servei d'intel·ligència per estudiar zoologia a la Universitat de Bergen i es va graduar el 1970. Després es va incorporar al museu danès, inspirat en Finn Salomonsen. L'any 1974 es va doctorar pels seus estudis sobre el cabussó orellut (Podiceps auritus) Es va convertir en professor de zoologia a la Universitat de Copenhaguen el 1996. El 1990 va escriure i il·lustrar Birds of the High Andes juntament amb Niels Krabbe. Juntament amb altres, va descriure la batis d'Iringa (Batis crypta) de Tanzània.